# Hermann Krumey
Hermann Alois Krumey (Mährisch Schönberg, 18 aprile 1905 – Erftstadt, 27 novembre 1981) è stato un poliziotto tedesco coinvolto nello sterminio degli ebrei durante la seconda guerra mondiale.
Come capo del Centro per l'Immigrazione (in tedesco: Umwandererzentralstelle, UWZ), Krumey coordinò l'espulsione dei polacchi dai territori annessi dal Reich tedesco (Wartheland, Danzica-Prussia Occidentale e Alta Slesia Orientale) dal 1940 al 1943. Come vice di Adolf Eichmann nel Sonderkommando Eichmann, organizzò la deportazione degli ebrei ungheresi nei campi di sterminio nel 1944.
Nel 1969 è stato condannato all'ergastolo per omicidio dai tribunali tedeschi, scontando questa pena fino a poco prima della sua morte, avvenuta nel 1981. Nel contesto della rivalutazione giuridica dei crimini nazisti nella Repubblica Federale Tedesca, la sentenza aveva un "carattere chiaramente eccezionale" per il tipo di condanna e dell'entità della pena.

## Biografia

### Primi anni
Krumey nacque nel 1905 in Moravia, all'epoca ancora nell'Impero austro-ungarico. Nel 1918, dopo la fine della prima guerra mondiale, la sua città natale entrò a far parte della neonata Cecoslovacchia con il nuovo nome di Šumperk. Krumey superò l'esame di formazione professionale per diventare chimico e in seguito gestì "temporaneamente" una farmacia.

### Adesione alle SS
All'inizio del 1935 si iscrisse al Partito Tedesco dei Sudeti (in tedesco: Sudetendeutsche Partei, SdP), guidato da Konrad Henlein. Dopo l'annessione dei Sudeti nel Reich tedesco, avvenuta nell'ottobre 1938 in seguito alla conferenza di Monaco, Krumey e tutti i membri del partito SdP furono automaticamente iscritti nel NSDAP. In precedenza aveva già lavorato sotto copertura per la Wehrmacht e per i servizi segreti stranieri nel Sicherheitsdienst prima dell'annessione dei Sudeti. Nel novembre 1938 divenne un membro effettivo delle SS (nº 310.441) e a fine carriera arrivò al grado di SS-Obersturmbannführer.

### Impiego in Polonia (1939-1944)
Nel novembre 1939, dopo l'invasione della Polonia, Krumey fu trasferito dall'Ufficio del personale delle SS allo staff dello SS- und Polizeiführer Wilhelm Koppe nel Reichsgau Wartheland e assegnato all'Ufficio per il reinsediamento di polacchi ed ebrei sotto il comando dello SS-Obersturmbannführer Albert Rapp. L'ufficio fu subordinato al Capo della Polizia di Sicurezza e dello SD (in tedesco: Chef der Sicherheitspolizei und des SD) nel marzo 1940, con il nuovo nome di Umwandererzentralstelle Posen (UWZ). Krumey divenne il capo indipendente dell'ufficio UWZ che si trovava a Lodz alla data della riorganizzazione, nel marzo 1940.
Come appartenente alla Sicherheitspolizei (Sipo) e allo SD, Krumey fu quindi responsabile della deportazione dei cosiddetti "cittadini stranieri" (polacchi ed ebrei) presenti nel Warthegau, di cui furono vittime in totale oltre 390 000 persone. Per questo scopo, Krumey mantenne fino a dodici filiali del suo ufficio e gestì almeno cinque campi di concentramento per le famiglie polacche espulse. Nell'ambito dell'Aktion Zamość, che mirava a germanizzare ampie zone del distretto di Lublino, fece espellere quasi 10 000 polacchi, lavorando a stretto contatto con Odilo Globocnik. Nel 1942 organizzò almeno sei trasporti di ebrei dal campo di Zamość verso il campo di Birkenau.
Nell'estate del 1941, un commando speciale, sotto la sua guida, fu inviato in Croazia per portare avanti l'internamento degli ebrei nei campi.
Nel giugno 1942, 98 bambini del Protettorato di Boemia e Moravia rimasero orfani dei genitori perché i loro padri furono uccisi nel massacro di Lidice e le loro madri furono inviate al campo di concentramento di Ravensbrück. Dopo che tre dei 98 bambini furono selezionati sul posto dai rappresentanti dello RuSHA come "idonei alla deportazione" e sette bambini di età inferiore a un anno furono portati in un istituto di Praga perché ancora troppo piccoli per un "esame razziale", rimasero 88 bambini di età compresa tra uno e 15 anni, poi deportati in treno nel campo di concentramento per bambini polacchi di Łódź.
A Litzmannstadt (Łódź), Walter Dongus, capo del RuSHA, selezionò altri sette "bambini in grado di essere rigermanizzati", ai quali furono dati nomi tedeschi e poi affidati a famiglie adottive tedesche. Il 22 giugno 1942, Krumey riferì con un telex inviato allo Standartenführer Hans Ehlich del Dipartimento III B dello RSHA di aver contattato il Dipartimento IV B4 dello RSHA di Eichmann in merito al luogo in cui si trovavano i restanti 81 bambini, partendo dal presupposto che i bambini dovevano ricevere un "trattamento speciale". Gli 81 bambini furono poi portati al campo di sterminio di Chełmno, dove furono gasati. 14 giorni dopo il massacro di Lidice, anche gli abitanti del villaggio boemo di Ležáky subirono la stessa sorte e, anche questa volta, dodici orfani "non germanizzabili" (insieme ad altri sei bambini da "germanizzare") furono inviati a Litzmannstadt dove il 25 luglio 1942 furono consegnati alla Gestapo, che a sua volta li portò a Chełmno per essere gasati. Il telex inviato da Krumey a Eichmann, datato 22 giugno 1942, fu catalogato come reperto T/1094 nel processo Eichmann.

### Impiego in Ungheria (1944)
Krumey passò volontariamente al Reichssicherheitshauptamt e fu assegnato alla Divisione IV B 4. Quando il 19 marzo 1944 iniziò l'occupazione dell'Ungheria da parte della Wehrmacht con l'Operazione Margarethe, Krumey fu trasferito in Ungheria nel Sonderkommando Eichmann con il compito di sterminare gli ebrei ungheresi. Essendo il vice di Adolf Eichmann, organizzò il consiglio ebraico locale e i trasporti verso il campo di Auschwitz: oltre a Eichmann e Krumey, facevano parte della direzione del Sonderkommando anche Otto Hunsche (per il dipartimento amministrazione e affari legali) e Dieter Wisliceny.
Dopo aver negoziato con un comitato di aiuto guidato da Joel Brand, Krumey segregò 21 000 ebrei nel campo di transito di Strasshof per ricevere circa 10 000 camion di aiuti in cambio dei prigionieri (lo scambio diventò noto come "sangue in cambio di beni"). La maggior parte dei prigionieri segregati sopravvisse alla guerra; dei 377 000 ebrei deportati dall'Ungheria nei campi di sterminio, almeno 290 000 vennero uccisi. Fu infine a capo della sezione viennese del Sonderkommando Eichmann.

## Il dopoguerra e il processo (1945-1981)
Nel maggio 1945, Krumey fu arrestato dagli Alleati in Italia e subito rilasciato sulla base di una dichiarazione dell'ungherese Rudolf Kasztner che aveva partecipato ai negoziati per i 21 000 ebrei ungheresi. Krumey si recò in Germania, dove nel 1948 fu classificato come "seguace" nell'ambito della denazificazione della società civile. In quanto sfollato, ricevette un prestito di 12 000 marchi tedeschi e dal 1956 gestì la Hubertusdrogerie di Korbach, in Assia. Fu membro del Blocco dei Rifugiati (in tedesco: Bund der Heimatvertriebenen und Entrechteten, BHE) nel consiglio distrettuale di Korbach e presidente distrettuale della Landsmannschaft tedesca dei Sudeti.
Krumey fu arrestato per la prima volta nell'aprile 1957 e rilasciato nel giugno 1957. In seguito alle dichiarazioni di Adolf Eichmann nel processo a suo carico, il processo contro Krumey fu riaperto nel 1960. Krumey fu arrestato nuovamente il 24 maggio 1960 e rimase in custodia fino alla sua prima condanna nel 1965. Il procedimento penale fu condotto congiuntamente contro Krumey e Hunsche per "omicidio in un numero imprecisato di casi" e divenne noto come processo Krumey-Hunsche.
Al termine del processo durato nove mesi, nel febbraio 1965 il tribunale regionale di Francoforte condannò Krumey a cinque anni di carcere per complicità nell'omicidio degli ebrei ungheresi. Dopo aver detratto il tempo trascorso in prigione, Krumey fu rilasciato, ma sia l'accusa che la difesa fecero appello. La Corte federale di giustizia annullò la sentenza e rinviò il caso al tribunale distrettuale con la raccomandazione di aumentare la pena di Krumey. Nell'agosto 1969, Krumey fu condannato all'ergastolo. Nel gennaio 1973, l'appello presentato da Krumey fu respinto dalla Corte federale di giustizia, cosicché la sentenza divenne definitiva.
Fu rilasciato dalla prigione di Schwalmstadt il 7 aprile 1976 per motivi di salute. Krummey morì il 27 novembre 1981 a Erftstadt.